# Miejsca związane z połowem pereł jako świadectwo gospodarki wyspowej
Miejsca związane z połowem pereł jako świadectwo gospodarki wyspowej – zespół zabytków w Al-Muharrak na wyspie o tej samej nazwie, w Bahrajnie, wpisany na listę światowego dziedzictwa UNESCO.
Zespół składa się z 17 budynków miejskich (sklepy, domy mieszkalne bogatych kupców, meczet), dawnego fortu i części wybrzeża, będącego niegdyś przystanią dla łodzi poławiaczy pereł oraz trzech kolonii perłopławów na wodach Zatoki Perskiej. Lądowa część tworzy trasę o długości 3,5 kilometra.
Zabytki te pokazują tradycje połowy pereł i handlu nimi oraz wpływ, jaki miały one na gospodarkę Bahrajnu przez stulecia (od II wieku n.e, do lat 30. XX wieku, kiedy to w handlu pojawiły się perły z hodowli).
Wprowadzenie do handlu pereł z hodowli doprowadziło do załamania się tej części gospodarki Bahrajnu. Obiekty związane z obrotem perłami znalazły inne przeznaczenie i były przebudowywane stosownie do nowych potrzeb. Na terenie Al-Muharrak pozostaje jeszcze wiele budynków o wartości zabytkowej, lecz są zagrożone, gdyż obecni właściciele są zainteresowani dostosowaniem do współczesnych potrzeb i przebudową z użyciem współczesnych technologii. Władze centralne i lokalne planują odnowienie (przy użyciu tradycyjnych technik i materiałów) większej liczby obiektów.